# Unidades atômicas
As Unidades Atômicas (português brasileiro) ou Unidades Atómicas (português europeu) (ua) formam um sistema de unidades conveniente para a física atômica, eletromagnetismo, mecânica e eletrodinâmica quânticas, especialmente quando nos interessamos nas propriedades dos elétrons. Há dois tipos diferentes de unidades atômicas, denominadas unidades atômicas de Hartree e unidades atômicas de Rydberg, que diferem na eleição da unidade de massa e carga. Neste artigo trataremos sobre as unidades atômicas de Hartree. Em ua, os valores numéricos das seguintes seis constantes físicas se definem como a unidade:
- Duas propriedades do elétron, a massa e carga;
- Duas propriedades do átomo de hidrogênio, o raio de Bohr e o valor absoluto da energia potential elétrica no estado fundamental;
- Duas constantes, a Constante de Planck reduzida ou constante de Dirac e a constante da Lei de Coulomb.

## Unidades fundamentais
| Unidades Atômicas Fundamentais   | Unidades Atômicas Fundamentais | Unidades Atômicas Fundamentais         | Unidades Atômicas Fundamentais | Unidades Atômicas Fundamentais |
| -------------------------------- | ------------------------------ | -------------------------------------- | ------------------------------ | ------------------------------ |
| Magnitude                        | Nome                           | Símbolo                                | Valor (unidades do SI)         | Escala de Unidades de Planck   |
| comprimento                      | Raio de Bohr                   | {\displaystyle a_{0}}                  | 5.291 772 108(18)×10−11 m      | 10−35 m                        |
| massa                            | massa em repouso do elétron    | {\displaystyle m_{e}}                  | 9.109 3826(16)×10−31 kg        | 10−8 kg                        |
| carga                            | carga elementar                | e                                      | 1.602 176 53(14)×10−19 C       | 10−18 C                        |
| momento angular                  | constante de Planck            | {\displaystyle \hbar =h/2\pi }         | 1.054 571 68(18)×10−34 J s     | (igual)                        |
| energia                          | energia de Hartree             | {\displaystyle E_{h}}                  | 4.359 744 17(75)×10−18 J       | 109 J                          |
| constante de força eletrostática | constante de Coulomb           | {\displaystyle 1/(4\pi \epsilon _{0}}) | 8.987 742 438×109 C−2 N m2     | (igual)                        |

Estas seis unidades não são independentes; para normalizá-las simultaneamente a 1, é suficiente normalizar quatro delas a 1. A normalização da energia de Hartree e da constante de Coulomb, por exemplo, são uma consequência de normalizar as outras quatro magnitudes.

## Análise dimensional
Para comprovar, por exemplo, como a normalização da energia de Hartree e de Bohr são consequência de normalizar a massa e carga do elétron e as constantes de Planck e de Coulomb, podemos utilizar a análise dimensional. Assim, se consideramos as dimensões do operador energia cinética em unidades do Sistema Internacional, temos que a Hartree pode ser expressa como
{\displaystyle E_{h}={{\hbar ^{2}} \over {m_{e}a_{0}^{2}}}}
Analogamente, se consideramos as dimensões do operador energia potencial, teremos
{\displaystyle E_{h}={1 \over {4\pi \epsilon _{0}}}{{e^{2}} \over {a_{0}}}},
Se igualamos ambas as expressões, podemos obter a relação de Bohr com as outras quatro unidades
{\displaystyle a_{0}={{4\pi \epsilon _{0}} \over {e^{2}}}{{\hbar ^{2}} \over {m_{e}}}}.
Por último, substituindo {\displaystyle a_{0}} em qualquer das expressões de {\displaystyle E_{h}}, se obtém a definição da Hartree em termos das constantes fundamentais
{\displaystyle E_{h}={1 \over {(4\pi \epsilon _{0})^{2}}}{{m_{e}e^{4}} \over {\hbar ^{2}}}}.

## Algumas unidades derivadas
| Unidades Atómicas Derivadas | Unidades Atómicas Derivadas                  | Unidades Atómicas Derivadas   | Unidades Atómicas Derivadas  |
| --------------------------- | -------------------------------------------- | ----------------------------- | ---------------------------- |
| Magnitude                   | Expressão                                    | Valor (unidades do SI)        | Escala de Unidades de Planck |
| tempo                       | {\displaystyle {\frac {\hbar }{E_{h}}}}      | 2.418 884 326 505(16)×10−17 s | 10−43 s                      |
| velocidade                  | {\displaystyle {\frac {a_{0}E_{h}}{\hbar }}} | 2.187 691 2633(73)×106 m s−1  | 108 m s−1                    |
| força                       | {\displaystyle {\frac {E_{h}}{a_{o}}}}       | 8.238 7225(14)×10−8 N         | 1044 N                       |
| corrente                    | {\displaystyle {\frac {eE_{h}}{\hbar }}}     | 6.623 617 82(57)×10−3 A       | 1026 A                       |
| temperatura                 | {\displaystyle {\frac {E_{h}}{k_{B}}}}       | 3.157 7464(55)×105 K          | 1032 K                       |
| pressão                     | {\displaystyle {\frac {E_{h}}{{a_{o}}^{3}}}} | 2.942 1912(19)×1013 N m-2     | 10114 Pa                     |

## Comparação com as unidades de Planck
Tanto as unidades de Planck como as unidades atômicas derivam de algumas propriedades fundamentais do mundo físico, livres de considerações antropocêntricas.
Para facilitar a comparação entre os dois sistemas de unidades, as tabelas anteriores mostram as ordens de magnitude, em unidades do SI, da unidade de Planck correspondente a cada unidade atômica. Geralmente, quando uma unidade atômica é "grande" em termos do SI, a correspondente unidade de Planck é "pequena", e vice versa. Convém ter em conta que as unidades atômicas têm sido desenhadas para cálculos na escala atômica no Universo atual, enquanto que as Unidades de Planck são mais adequadas para a gravidade quântica e a cosmologia do Universo primitivo.
Tanto as "unidades atômicas" como as unidades de Planck normalizam a constante de Dirac a 1. Mais ainda, as unidades de Planck normalizam a 1 as duas constantes da relatividade geral e cosmologia: a constante gravitacional G e a velocidade da luz no vácuo, c. Se notamos por α a constante de estrutura fina, o valor de c em unidades atômicas é α−1 ≈ 137,036.
As unidades Atômicas, por outro lado, normalizam a 1 a massa e carga do elétron, e a0, o raio de Bohr do átomo de hidrogênio. Normalizar a0 a 1 implica normalizar a constante de Rydberg, R∞, a 4π/α = 4πc. Dado em unidades atômicas, o magnéton de Bohr seria μB=1/2, enquanto que o correspondente valor em unidades de Planck é e/2me. Finalmente, as unidades atômicas normalizam a 1 a unidade de energia atômica, enquanto que as unidades de Planck normalizam a 1 a constante de Boltzmann k, que relaciona energia e temperatura.

## Mecânica e eletrodinâmica quânticas simplificadas
A equação de Schrödinger dependente do tempo (não-relativista) para um elétron em unidades do Sistema Internacional é
{\displaystyle -{\frac {\hbar ^{2}}{2m_{e}}}\nabla ^{2}\psi (\mathbf {r} ,t)+V(\mathbf {r} )\psi (\mathbf {r} ,t)=i\hbar {\frac {\partial }{\partial t}}\psi (\mathbf {r} ,t)}.
A mesma equação em unidades atômicas é
{\displaystyle -{\frac {1}{2}}\nabla ^{2}\psi (\mathbf {r} ,t)+V(\mathbf {r} )\psi (\mathbf {r} ,t)=i{\frac {\partial }{\partial t}}\psi (\mathbf {r} ,t)}.
Para o caso especial de um elétron em torno de um próton, o Hamiltoniano em unidades do Sistema Internacional é
{\displaystyle {\hat {H}}=-{{{\hbar ^{2}} \over {2m_{e}}}\nabla ^{2}}-{1 \over {4\pi \epsilon _{0}}}{{e^{2}} \over {r}}},
enquanto que em unidades atômicas esta equação se transforma em
{\displaystyle {\hat {H}}=-{{{1} \over {2}}\nabla ^{2}}-{{1} \over {r}}}.
Por último, as equações de Maxwell tomam a seguinte forma elegante quando se expressam em unidades atômicas:
{\displaystyle \nabla \cdot \mathbf {E} =4\pi \rho }
{\displaystyle \nabla \cdot \mathbf {B} =0}
{\displaystyle \nabla \times \mathbf {E} =-\alpha {\frac {\partial \mathbf {B} }{\partial t}}}
{\displaystyle \nabla \times \mathbf {B} =\alpha \left({\frac {\partial \mathbf {E} }{\partial t}}+4\pi \mathbf {J} \right)}
(Realmente há uma ambiguidade no momento de definir as unidades atômicas do campo magnético. As equações de Maxwell anteriores utilizam a convenção "Gaussiana", na que uma onda plana tem um campo elétrico e magnético de igual magnitude. Na convenção da "força de Lorentz", o fator α se inclui em B.)